# David Friefeldt
David Friefeldt, né à Stockholm le 3 novembre 1889 et mort dans sa ville natale le 1er août 1978, est un peintre héraldiste suédois.
Il se forma à Althing où il suivit les cours de l'école de peinture, puis des cours à l'école d'ingénieurs de Stockholm de 1904 à 1908 et ensuite il alla suivre une formation à l'étranger.
Il a ainsi produit des paysages, des natures mortes et des portraits.
Mais il s'est fait principalement connaître comme peintre héraldiste et devint de 1914 à sa mort peintre héraldique de Sa Majesté.
Nombre de ses œuvres figurent dans la salle des chevaliers du Palais à Stockholm.